# Jardim (Ceará)
Jardim é um município brasileiro do estado do Ceará. Localiza-se na Região Metropolitana do Cariri. Sua população, conforme estimativas do IBGE de 2024, era de 28 707 habitantes.

## História
O Município de Jardim era conhecido como Barra do Jardim e Santo Antonio do Jardim, uma antiga região indígena e, logo depois, palco de memoráveis acontecimentos históricos. As origens do Município de Jardim são remontadas desde o século XVIII, tendo como referência o fazendeiro Bento Moreira, casado com D. Sebastiana de Oliveira onde moravam no sítio chamado de corrente de Ramalho. Havia outro colono, pobre e consequentemente sem identificação no sítio cabeça do negro. Sua localização foi bastante isolada, de modo que somente por ocasião das grandes estiagens atrairia maiores investidores. Com a grande seca de 1791 á 1793, chegou a Jardim o primeiro imigrante Padre João Bandeira de Melo, vindo de flores acompanhado de índios e negros onde catequizava os pajeús. Era um homem muito valente e o que fez pela primeira vez foi promover o plantio de alguns cereais e edificar uma casa de barro, no local em que existe a residência do Padre Antônio Manuel de Sousa, que ainda hoje é conservada como monumento histórico. Logo em seguida ele construiu uma capela para Bom Jesus, que assim atraiu para grande número de pessoas, e suas casas foram se agrupando junto à capela. Anos depois, o fundador de Jardim dirigiu-se para Piancó, na Paraíba, seguindo rumo ao Piauí, passando em Porteiras, em cuja capela celebrou uma missa no dia 6 de janeiro de 1821.
Em 1799, o povoado recebeu a visita de Frei Vital de Frascarolo. Sua passagem ficou perpetuada num cruzeiro por ele erguido, no dia 29 de junho à frente da capela, onde foi transplantado no centro do cemitério de São Miguel e hoje está á frente da Matriz Santo Antônio de Jardim. Em 30 de agosto de 1814, o território foi desmembrado de Crato, quando passou a denominar-se Vila de Santo Antonio do Jardim.
Deve-se sua evolução à categoria de vila, à grande rivalidade entre José Pereira Filgueiras, capitão-mor do Crato, e o sargento-mor José Alexandre Corrêa Arnaud, descendente do povoador de Missão Velha, que saindo da cadeia do Icó, em 1812, conseguiu do Regente Imperial, pessoalmente, a criação do município e sua nomeação para o cargo de capitão-mor da nova vila.
A emancipação política do município ocorreu em 3 de janeiro de 1816, onde, não pôde comparecer o capitão-mor José Arnaud, por ter falecido no seu regresso do Rio de Janeiro. Com seu falecimento, foi nomeado capitão-mor do Município de Jardim, Pedro Tavares Muniz.
No ano de 1933, o município dividiu-se em dois distritos: Jardim e Macapá (atual Jatí). Desmembrado por força da Lei nº 1153, de 22 de novembro de 1951, foi criado um novo distrito denominado até hoje de Jardim-Mirim. No dia 24 de abril de 1916, foi realizada a fundação do Colégio 24 de Abril, pelo Juiz de Direito, Dr. Francisco de Lima Botelho. O Colégio funcionou ininterruptamente até meados de 1923, marcou o período áureo de Jardim. Em 16 de fevereiro de 1937, o município foi dotado de iluminação elétrica, por iniciativa do Prefeito Francisco Ancilon de Alencar Barros.

## Geografia

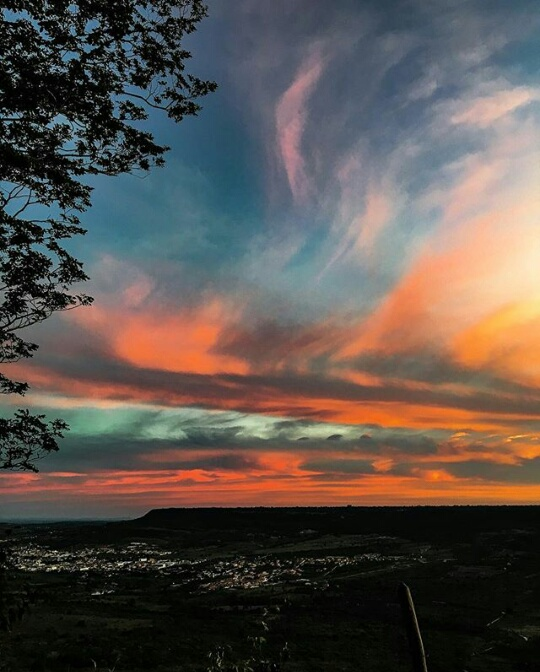
Vista da cidade a partir da Chapada do Araripe ao anoitecer

Localiza-se a uma latitude 07º34'57" sul e a uma longitude 39º17'53" oeste, estando a uma  altitude de 648m (680 ou 620 ocupando o 10º lugar entre as demais cidades cearenses). A cidade está localizada no sul do Ceará, na microrregião do Cariri, distante cerca de 542,4 (536) km da capital Fortaleza. Sua área é de 500,9 ( 457,034 ) km². Seus limites são: ao Norte com o município de Barbalha - CE, ao Sul com o estado de Pernambuco, ao Leste com Porteiras - CE, Jati - CE e Penaforte - CE e ao Oeste novamente Barbalha.

### Relevo
Possui relevo formado por um buraco, representado pela Chapada do Araripe e por algumas serras entre as quais destacam-se Serra do Cruzeiro, Boca da Mata, Boa Vista e Serra do Pontal. O ponto que mais chama atenção é o talhado do cruzeiro com 1100m de altitude. Sua vegetação é marcada pela presença da Floresta Nacional do Araripe, que cobre grande parte do município.

### Clima
O clima é caracterizado por temperaturas amenas que variam de 19 a 28 °C. A temperatura especialmente nos meses de junho-julho pode descer a 15 °C, exigindo que a população vista agasalhos apropriados.

### Hidrografia
Formada por um rio, o Rio Jardim, periodicamente seco, pelos riachos: Jacundá, Porcos, Gravatá e Boca da Mata e pelo Açude de Florzinha. Do sopé da Chapada há o afloramento dos lençóis freáticos em forma de belíssimas fontes de água cristalinas que são a maior atração turística.
São 72 fontes, destas: 30 secaram, 22 estão atualmente com suas vazões reduzidas e apenas 20 permanecem inalteradas; dentre as quais as mais conhecidas são: Boca da Mata (que abastece a cidade) e Boa Vista (atração turística).

### Solos
Bruto não cálcico, Litólico, Eutrófico, Latossolo vermelho-amarelo, distrófico e Vertissolo. De uso potencial em culturas diversificadas, fruticultura, algodão e pecuária extensiva.

### Demografia

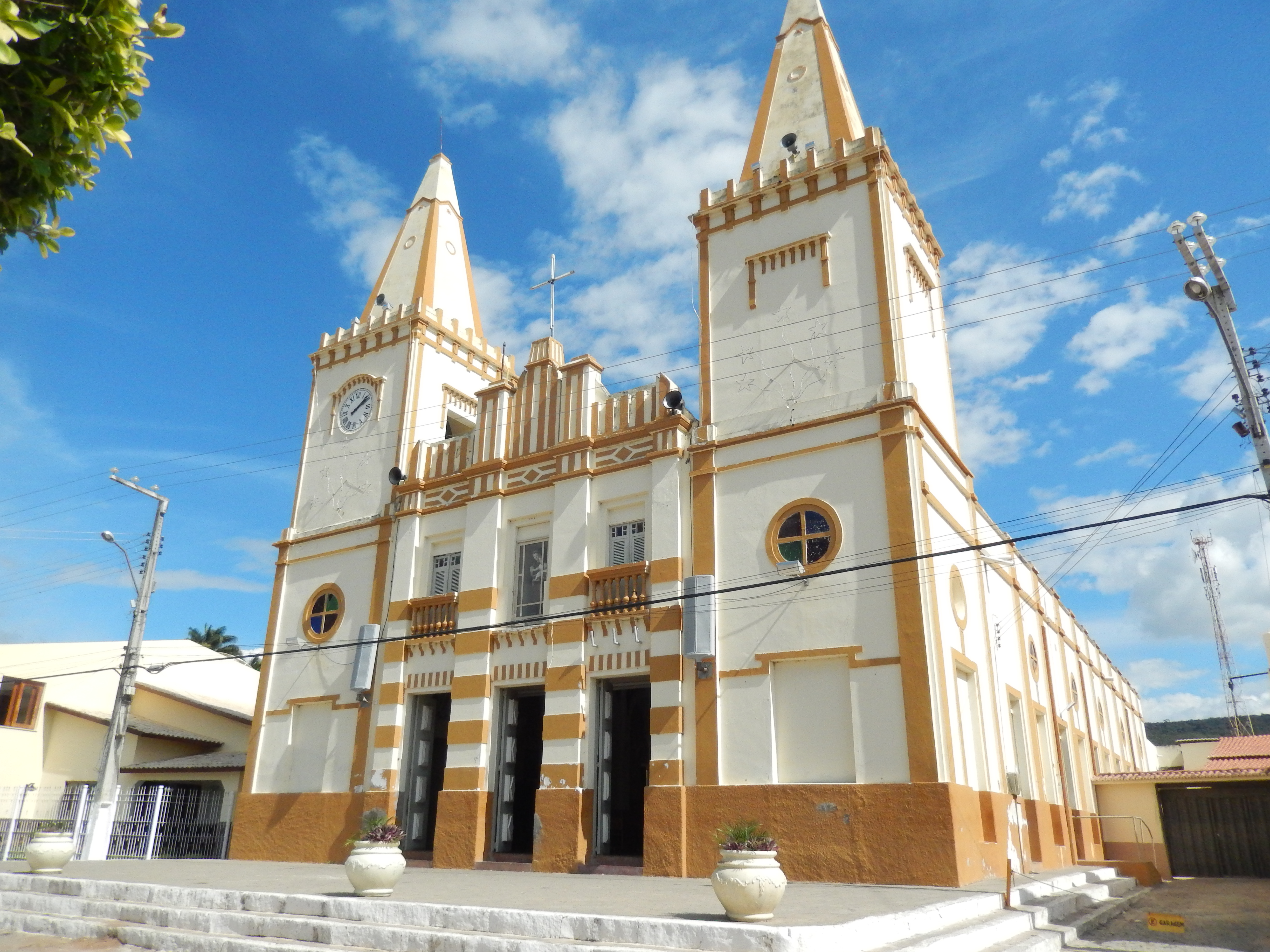
Igreja Matriz (paróquia de Santo Antônio)

O município conta com uma população de 27.411 habitantes, uma densidade demográfica de 50,30 hab/km²; sendo que a população está mais centrada na zona rural, conforme censo de 2022.
O município de Jardim é constituído de 8.745 domicílios ocupados, tendo uma população de 27.411 habitantes no ano de 2022, obtendo um crescimento de 3,15% na última década. Nesta cidade se encontra 13.397 homens, correspondendo a 48,87% de sua população e 14.014 mulheres, equivalendo a 51,13%.
Jardim é um município rural onde 17.229 pessoas situam-se em áreas rurais equivalendo a 62,85% de sua população e apenas 10.182 pessoas 37,15% residem em Áreas urbanas. Apesar de sua maior parte da população residirem e trabalharem no campo, 74,2% de sua economia é baseada na prestação de serviço, tendo como contribuição 17,8% na agropecuária e 8% na indústria.

## Economia
Conhecida na região por suas fontes de água mineral, a economia jardinense está baseada principalmente na agricultura: algodão herbáceo e arbóreo, cana-de-açúcar, milho e feijão.
Pecuária: bovinos, suínos e aves.

## Turismo
Jardim tem Santo Antônio como padroeiro e o Bom Jesus como patrono e sua principal manifestação folclórica é a Festa dos Caretas, que ocorre na Semana de Páscoa, ou Semana Santa, como é conhecida no nordeste.
Há vários eventos na cidade
- Festa dos Karetas (Semana Santa)
- Procissão com todos os santos da Paróquia, que pertencem as famílias tradicionais do municipio (1 de Janeiro) - Segundo relatos, existente só em Jardim.
- Semana do Município 1 a 3 de (Janeiro)
- Cerimônias Religiosas da Semana Santa na Matriz entre os meses de Março e Abril
- Coroação da Bem Aventurada Virgem Maria (31 de Maio)
- Festa do Padroeiro Santo Antônio 1 a (13 de Junho)
- Vaquejada (Novembro)
- Festa do Bom Jesus (25 a 01 de Janeiro do ano seguinte)

Além das festas tradicionais, a cidade disponibiliza aos moradores e visitantes outras opções de lazer, como os atrativos naturais
- Nascente Boa Vista
- Nascente Boca da Mata
- Nascente Gravatá
- Nascente Olho D'água
- Nascente do Toré
- Sítio Cabeça do Negro